# Margit Czenki
Margit Czenki (* 1941) ist eine deutsche Regisseurin, Filmeditorin, Kamerafrau und Installationskünstlerin. In den 1970ern wurde sie nach einem Bankraub zu einer mehrjährigen Freiheitsstrafe verurteilt.

## Leben und Werk
Margit Czenki legte in Freiburg ihr Examen als Kindergärtnerin ab und arbeitete anschließend in dem Beruf. Czenki hat einen Sohn, Ted Gaier (* 1964), der Gründungsmitglied der Band „Die Goldenen Zitronen“ ist. Fünf Monate lebten beide in der High-Fish-Kommune in der Giselastraße 12 in Schwabing. Die Gruppe Amon Düül probte dort. Bekanntheit erlangte die Kommune 1969 durch den Einzug von Rainer Langhans und Uschi Obermaier. Czenki studierte Politik und gründete in der Königinstraße den ersten antiautoritären Kinderladen der Stadt.

### Bankraub
Am 13. April 1971 beging Margit Czenki zusammen mit ihren Komplizen Rolf Heißler, Karl-Heinz Kuhn und Roland Otto einen Überfall auf die Hypo-Bank am Frankfurter Ring 28 in München und erbeutete ca. 50.000 DM. Als blonde Banklady macht sie Schlagzeilen. Czenki wurde gefasst und zu sechseinhalb Jahren Freiheitsstrafe verurteilt, die sie in der Justizvollzugsanstalt Aichach verbüßte. Weihnachten 1975 wurde sie auf Bewährung aus der Haft entlassen.

„Mit einem Trommelrevolver bewaffnet stand die blonde Frau mit den besonders betonten Backenknochen und ihrem weißen Knautschlackmantel auf dem Tresen und beschattete die Bankangestellten, während Kuhn das Geld einsackte, Otto die Bankkunden in Schach hielt und Heißler draußen im Fluchtauto wartete.“

Der Film Das zweite Erwachen der Christa Klages von Margarethe von Trotta lehnt sich in der Handlung an den durch Czenki verübten Bankraub an.

### Kunst
In den 1980er Jahren wurde Margit Czenki als Filmemacherin und Künstlerin bekannt. Ihr erster Spielfilm, Komplizinnen (1987) mit Pola Kinski, wurde weltweit gezeigt. 1999 drehte sie den Film Park Fiction – die Wünsche werden die Wohnung verlassen und auf die Straße gehen.
Mit Park Fiction nahm sie 2002 an der Documenta11 in Kassel teil. Margit Czenki war 2003 an der Planung des Kongresses Unlikely Encounters in Urban Space beteiligt. In Dresden entwarf sie eine Kleiderkollektion, die übersehenen Orten gewidmet ist. Im Kunsthaus Dresden präsentierte Czenki 2003 die Installation Sala de Arte Publico Siqueiros (This House is Full of Story). 2014 zeigte sie Playgrounds. Reinventing the Square im Museo Reina Sofía in Madrid.
Margit Czenki lehrt an der Zeppelin Universität in Friedrichshafen. Sie lebt in Hamburg.

## Filmografie (Auswahl)
- 1978: Das zweite Erwachen der Christa Klages (Darstellerin) – Regie: Margarethe von Trotta
- 1981: Die bleierne Zeit (Darstellerin) – Regie: Margarethe von Trotta
- 1987: Komplizinnen (Fernsehfilm), (Regie, Drehbuch)
- 1994: Swingpfennig/Deutschmark (Fernsehfilm), (Regie, Drehbuch)
- 1997: ...und plötzlich sahen wir den Himmel (Dokumentarfilm), (Mitwirkung) – Regie: Sandra Barrios, Ana Gato, Katrin Gebhardt-Seele, Erika Harzer, Anke Spiess, Yessie Macchi Torres
- 1999: Park Fiction – Die Wünsche werden die Wohnung verlassen und auf die Strasse gehen (Dokumentarfilm), (Regie, Kamera, Schnitt)
- 2004: Abwertungskit (Kurzfilm), (Regie, Kamera, Schnitt, Produktion)
- 2007: Übriggebliebene ausgereifte Haltungen (Dokumentarfilm), (Kamera) – Regie: Peter Ott
- 2009: Es regnet Kaviar (Kurz-Experimentalfilm), (Regie, Kamera, Ton, Produktion)